# شبکه مرکزی اطلاعات افغانستان
شبکه مرکزی اطلاعات افغانستان (به اختصار: AfgNIC) بخشی از وزرات مخابرات افغانستان می باشد. این بخش ثبت کننده و دامنه های اینترنتی و دیگر موارد مربوط به اداره شبکه مجازی اینترنت این کشور را به عهده دارد.